# Distretto di Sherzad
Il distretto di Sherzad è un distretto dell'Afghanistan appartenente alla provincia del Nangarhar. Viene stimata una popolazione di 33 786 abitanti (stima 2016-17).